# Heinrich Emil Friedrich August von Beulwitz
Heinrich Emil Friedrich August von Beulwitz (1785–1871) war Generaladjutant des Großherzogs von Sachsen-Weimar-Eisenach, Generalmajor und Wirklicher Geheimer Rat und Kammerherr.
Im Jahre 1808 war Beulwitz im Range eines Leutnants und wurde Kammerjunker. Heinrich Emil Friedrich August von Beulwitz gehört zur Adelsfamilie Beulwitz. Kaum in Weimar angekommen, dürfte Hans Christian Andersen im Kirms-Krackow-Haus oder auf dem Goetheplatz die Bekanntschaft mit Beulwitz gemacht haben bei einem Ball, den dieser organisiert hatte. Briefe von Beulwitz finden sich auch in Goethes Nachlass. Goethe hatte an Beulwitz auch eine Beschreibung von Dornburg 1828 mitgegeben. In diesem Jahr verstarb Carl August, beider Dienstherr.